# Renaixement Nacional de Polònia
Renaixement Nacional Polonès (polonès Narodowe Odrodzenie Polski) és un partit polític polonès d'ideologia nacionalista polonesa i ultradretana. Va iniciar les seves activitats el grup juvenil il·legal anticomunista el 1981, i no fou registrat legalment fins a l'any 1992. La seva ideologia és el nacionalisme, Tercerposicionisme, corporativisme, nacionalisme revolucionari. El grup va publicar les revistes "Jestem Polakiem" ("Sóc Polonès"), "Joventut Nacional" ("Mlodziez Narodowa") i "Espasa Dentada" ("Szcerbiec"), nom de l'espasa de coronació dels reis de Polònia.
Es reclama successor del Campament Nacional Radical, partit d'extrema dreta prohibit el 1934, del qual adoptà el símbol feixista tradicional, inspirat en l'espasa de Boleslau I de Polònia. A les eleccions regionals poloneses de 2006 va obtenir el 0,6% dels vots i a les parlamentàries de 2005 només va assolir 7.376 vots (0,1%). El 2001 es calculava que tenia uns 500 seguidors, molts d'ells skinheads polonesos, i també té seguidors entre la comunitat polonesa dels EUA, l'Associació de Patriotes Polonesos i l'Institut d'Història Polonesa de Chicago, de caràcter revisionista. També són obertament contraris a l'homosexualitat i han donat suport al negacionista David Irving.

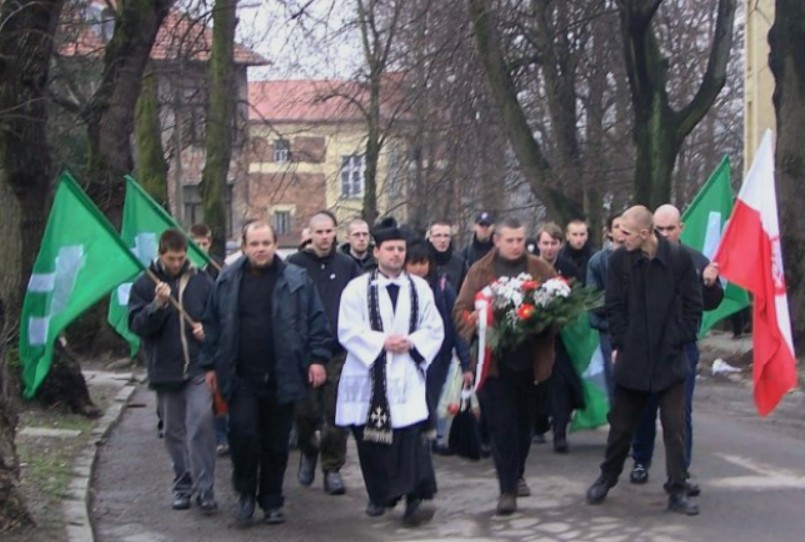
Manifestació del NOP dirigida pel sacerdot Rafał Trytek